# Белорусија на Дечјој песми Евровизије
Белорусија је до 2020. била једна од држава која је од самог почетка имала свог представника на избору за Дечју песму Евровизије. Најбољи пласман имала је 2005. и 2007. када су Ксенија Ситник и Алексеј Жигалкович, освојили прво место.

## Представници
| Година    | Извођач(и)            | Песма              | Пласман          | Поени            |
| --------- | --------------------- | ------------------ | ---------------- | ---------------- |
| 2003      | Volha Satsiuk         | Tantsui            | 4                | 103              |
| 2004      | Yahor Vauchok         | Spjavajce sa mnoj  | 14               | 9                |
| 2005      | Ksenia Sitnik         | My vmeste          | 1                | 149              |
| 2006      | Andrey Kunets         | Novyi den          | 2                | 129              |
| 2007      | Alexey Zhigalkovich   | S druz'yami        | 1                | 137              |
| 2008      | Dasha, Alina & Karyna | Sertse Belarusi    | 6                | 86               |
| 2009      | Yuriy Demidovich      | Volshebniy krolik  | 9                | 48               |
| 2010      | Daniil Kozlov         | Muzyki svet        | 5                | 85               |
| 2011      | Lidia Zablotskaya     | Angely dobra       | 3                | 99               |
| 2012      | Egor Zheshko          | A more-more        | 9                | 56               |
| 2013      | Ilya Volkov           | Poy so mnoy        | 3                | 108              |
| 2014      | Nadezhda Misyakova    | Sokal              | 7                | 71               |
| 2015      | Ruslan Aslanov        | Volshebstvo        | 4                | 105              |
| 2016      | Alexander Minenok     | Muzyka moikh pobed | 7                | 177              |
| 2017      | Helena Meraai         | I Am The One       | 5                | 149              |
| 2018      | Daniel Yastremsky     | Time               | 11               | 114              |
| 2019      | Liza Misnikova        | Pepelniy           | 11               | 92               |
| 2020      | Arina Pekhtereva      | Aliens             | 5                | 130              |
| 2021–2025 | Није учествовала      | Није учествовала   | Није учествовала | Није учествовала |

## Организовање Дечје песме Евровизије
| Година | Град  | Место одржавања | Водитељ(и)                                        |
| ------ | ----- | --------------- | ------------------------------------------------- |
| 2010   | Минск | Минск Арена     | Денис Куријан и Лејла Исмалијева                  |
| 2018   | Минск | Минск Арена     | Еуген Перлин, Зинаида Купријанович и Хелена Мерај |